# Notepad2
Notepad2 はMicrosoft Windows用のオープンソースのテキストエディタであり、BSDライセンスでリリースされている。Florian Balmer がScintillaを使って書き、2004年4月に初リリースされた。Balmer の意図は、マイクロソフトのメモ帳 (Notepad) の代替となる小さく、高速で、使いやすいエディタとすることであった。
ASP、アセンブリ言語、C言語、C++、C#、CGI、CSS、HTML、Java、JavaScript、NSIS、Pascal、Perl、PHP、Python、SQL、VB、VBScript、XHTML、XMLといったプログラミング言語のシンタックスハイライトをサポートしている。また、プログラミング言語ではないが、BAT、Diff、INF、INI、REG、設定ファイル (.properties) でもシンタックスハイライトをサポートしている。
他にも次のような機能がある。
- 自動インデント
- 括弧のマッチング
- ASCII、UTF-8、UTF-16 の間での文字コード変換
- 多重UNDO/REDO
- 矩形領域選択
- DOS (CR/LF)、UNIX (LF)、Macintosh (CR) の間での改行コード変換
- 正規表現による検索・置換

元々メモ帳の代替となることを意図しているため、今後大幅な機能拡張がされる予定はない。例えば、Multiple Document Interface に対応する予定はない。また、英語以外に対応する予定もない。